# Giovanni Boccaccio (carabiniere)
Giovanni Boccaccio (Trisobbio, 6 luglio 1781 – Vernante, 24 aprile 1815), è stato un militare sabaudo membro dei carabinieri reali, il primo a essere caduto nell'adempimento del proprio dovere.

## Biografia
Il 13 luglio 1814, Vittorio Emanuele I istituì una milizia armata speciale, il Corpo dei Carabinieri Reali, composto da volontari, con lo scopo di contrastare il crescente brigantaggio.
Giovanni Boccaccio, arruolatosi nel corpo, fu assegnato alla stazione di Limone Piemonte.
Il 22 aprile 1815, fuggirono dal carcere di Cuneo nove banditi capeggiati da un feroce assassino, Stefano Rosso, detto il sardo.
Inviato insieme con due suoi colleghi in perlustrazione alla ricerca della banda, nella notte fra il 23 e il 24 aprile 1815 nei pressi del comune di Vernante, perì nel conflitto a fuoco che seguì l'intercettazione dei briganti.